# Ксантипп (спартанец)
Ксантипп (др.-греч. Ξάνθιππος) — древнегреческий военачальник из Спарты, живший в III веке до н. э.
Командовал отрядом спартанских наёмников, который участвовал в Первой Пунической войне на стороне Карфагена. Согласно Полибию, зимой 256/255 года до н. э. предложил карфагенскому правительству реформировать сухопутную армию по эллинистическому образцу. Ввиду сложившейся ситуации (римская армия высадилась в Африке и нанесла сокрушительное поражение войскам Карфагена в битве при Адисе) Ксантипп получил чрезвычайные полномочия и стал главнокомандующим сил пунийцев. Это был первый и единственный случай в истории, когда карфагенской армией командовал иностранец. За несколько месяцев Ксантипп реорганизовал войска Карфагена, повысил их боеготовность и весной 255 года до н. э. начал кампанию против римской армии под командованием Марка Атилия Регула. В битве при Тунете Ксантипп активно использовал нумидийскую кавалерию и боевых слонов и разгромил римлян. Регул был взят в плен.
Согласно Диодору Сицилийскому, после победы в Африке Ксантипп высадился на Сицилии и командовал обороной главной крепости карфагенян на острове — Лилибея. В итоге действий спартанского полководца римляне были вынуждены снять осаду и отступили. Дальнейшая судьба Ксантиппа неизвестна. Диодор сообщает, что карфагеняне из зависти к талантам спартанца коварно убили своего спасителя (по преданию, они отправили Ксантиппа домой на корабле, в котором было продырявлено днище). Аппиан Александрийский сообщает, что Ксантиппа и его людей, возвращавшихся в Спарту, убили подкупленные карфагенянами капитаны и выбросили их тела в море. Полибий, напротив, уверен, что спартанский полководец покинул Карфаген в добром здравии, хотя и упоминает, что «об этом существует и другой рассказ». Современные исследователи полагают, что после обороны Лилибея Ксантипп отправился в Египет к Птолемею III, так как известно, что египетскому царю служил человек с тем же именем, воюя за земли за Евфратом.